# Ichthyodes biguttula
Ichthyodes biguttula är en skalbaggsart. Ichthyodes biguttula ingår i släktet Ichthyodes och familjen långhorningar.

## Underarter
Arten delas in i följande underarter:
- I. b. biguttula
- I. b. dinayatensis